# Nainsukh (film)
Pour plus de détails, voir Fiche technique et Distribution.
Nainsukh est un film indien réalisé par Amit Dutta, sorti en 2010.

## Synopsis
La vie de Nainsukh, peintre indien du XVIIIe siècle.

## Fiche technique
- Titre : Nainsukh
- Réalisation : Amit Dutta
- Scénario : Amit Dutta
- Musique : Dishari Chakraborty
- Photographie : Mrinal Desai
- Montage : Samarth Dixit, Amit Dutta, Eberhard Fischer
- Production : Eberhard Fischer
- Société de production : Museum Rietberg
- Pays :  Suisse et  Inde
- Genre : Biopic et historique
- Durée : 90 minutes
- Dates de sortie : 
  -  Italie : 11 septembre 2010 (Mostra de Venise)
  -  France : 29 novembre 2010 (festival du film de Belfort - Entrevues)

## Distribution
- Manish Soni : Nainsukh
- Nitin Goel : Raja Balwant Singh
- Rajesh. K. : Manaku

## Distinctions
Le film a été présenté en sélection officielle dans la section « Horizons » de la Mostra de Venise 2010.